# Vulcana-Pandele
Vulcana-Pandele est une commune du județ de Dâmbovița en Roumanie.